# هجوم مستشفى كابول 2021
هجوم مستشفى كابول 2021 في 2 نوفمبر 2021 وقع هجوم كبير للمتمردين في مستشفى سردار محمد داود خان العسكري في كابول عاصمة أفغانستان. قُتل ما لا يقل عن 25 شخصًا.

## خلفية
بدأ تنظيم الدولة الإسلامية حركة تمرد في أفغانستان في عام 2015. وأعلنوا مسؤوليتهم عن هجوم عام 2017 على مستشفى داود خان. وكان مستشفى ساردار محمد داود خان هو أكبر مستشفى عسكري في البلاد وعند تعرضه لهجوم في مارس 2017 كان المسلحون المهاجمون يرتدون ملابس طبية، في عملية تبناها أيضا تنظيم «الدولة الإسلامية» وأوقعت نحوا مئة قتيل.

## الهجوم
في 2 نوفمبر 2021 هاجمت قاذفات يحملها مسلحون مستشفى داود خان العسكري في كابول بأفغانستان. فجر انتحاري على دراجة بخارية عبوات ناسفة عند بوابة المستشفى وتبعه أربعة مهاجمين. واقتحم المهاجمون المستشفى وقتلوا عدة أشخاص بينهم مولوي حمد الله مخلص قائد فيلق كابول بالجيش الإسلامي الأفغاني. وأعقب الهجوم انفجار آخر أقوى عند البوابة أيضا. ثم وصل كوماندوز طالبان عبر طائرة هليكوبتر واشتبكوا في معركة بالأسلحة النارية مع مسلحي الدولة الإسلامية مما أدى إلى مقتل جميع المهاجمين. أسفر الهجوم عن مقتل 25 شخصًا على الأقل وإصابة 50 آخرين.

## ردود الفعل
لم تعلن أي جهة مسؤوليتها عن الهجوم، لكن طالبان قالت إن متمردي الدولة الإسلامية - ولاية خراسان هم من نفذوا الهجوم.